# Lee Wallard
Lee Wallard, född 7 september 1910 i Schenectady, New York, USA, död 29 november 1963 i St. Petersburg, Florida, var en amerikansk racerförare.

## Racingkarriär
Wallard deltog i Indianapolis 500 fyra gånger mellan 1948 och 1951, och lyckades vinna tävlingen den fjärde gången han deltog, vilket också räknades som en Grand Prix-seger, då tävlingen ingick i förar-VM samma år. Wallards seger räckte till en sjunde plats i formel 1-VM den säsongen. Hans bästa resultat i det nationella mästerskapet var en sjätteplats 1948, och Wallard tog tre segrar på 45 starter inom det nationella mästerskapet. Hans karriär tog slut kort efter segern på Indianapolis, med allvarliga brännskador i en krasch med racerbil.